# جیم ژرالد
جیم ژرالد (فرانسوی: Jim Gérald‎؛ ‏ ۴ ژوئیهٔ ۱۸۸۹ – ۲ ژوئیهٔ ۱۹۵۸) بازیگر اهل فرانسه بود.
از فیلم‌هایی که وی در آن نقش داشته‌است، می‌توان به النا و مردانش، مولن روژ، کنتس پابرهنه، پدر براون و ترانه یک دریانورد اشاره کرد.